# Friend-to-friend
Friend-to-friend (скорочено F2F, «один-до-одного») — різновид однорангової (peer-to-peer) мережі, у якій користувачі встановлюють прямі з'єднання тільки зі заздалегідь вибраними користувачами (друзями). Для аутентифікації можуть використовуватися цифрові підписи або паролі.
Багато F2F-мереж дозволяють користувачам, що не знають або не довіряють один одному, встановлювати анонімні та псевдонімні з'єднання між собою. Наприклад, учасник мережі може анонімно автоматично переслати файл (або запит на отримання файлу) між[прояснити] двома дружніми учасниками, не повідомляючи їм ні своє ім'я, ні свою IP-адресу. Ці ж учасники можуть переслати цей файл (або запит) своїм друзям і т.д.
На відміну від інших типів приватних P2P-мереж, користувачі F2F-мережі не знають, хто за межами їх кола друзів користується мережею. Цим забезпечується анонімність користувачів.
RetroShare, GNUnet і Freenet — приклади ПЗ, на основі яких можна створити F2F-мережу (GNUnet за замовчуванням не налаштований для роботи в режимі F2F-мережі).
У 2000 році термін «friend-to-friend-мережа» (F2F-мережу) запропонований Даніель Бріклін.